# Léonard de Hodémont
Léonard (Collet) de Hodémont (1575 -  août 1636) est un compositeur liégeois de musique baroque probablement né à Hodimont près de Verviers.
Il fait ses études musicales à l'école de la cathédrale Saint-Lambert de Liège et les poursuit à partir de 1595 à l'université de Louvain. Il devient Maître de chant à la cathédrale de Liège de 1616 à 1633. Il est l'auteur d'œuvres sacrées et profanes, par le biais desquelles il diffuse dans la région les innovations de la musique italienne. Son style influence nombre de ses contemporains dont son filleul Lambert Pietkin et Henry Du Mont de Thier, Maître de chapelle de Louis XIV.

## Œuvres
- Armonica recreatione (Villanelli à 3 voix) (Anvers, 1625).
- Sacri concentus, motets (Liège, 1630).
- Salve regina, dans le "Grand livre de chœur de Saint-Lambert".
- 3 Ecce panis angelorum, dans le 2e livre de chœur de la cathédrale
- 14 pièces dans le Librorum antiphonarium de Sancti Lamberti, 1629.